# Voo Turkish Airlines 278
O voo Turkish Airlines 278 era um voo regular doméstico operado por um Boeing 737-4Y0 do Aeroporto Esenboga de Ancara para o Aeroporto de Vã Ferit Melen. Em 29 de dezembro 1994, a aeronave caiu durante a aproximação final do Aeroporto de Vã Ferit Melen. 5 dos 7 tripulantes e 52 dos 69 passageiros morreram, enquanto dois membros da tripulação e 17 passageiros sobreviveram com ferimentos graves.
Foi o acidente de aviação mais mortal envolvendo um Boeing 737-400 na época. Posteriormente, foi superado pelo Voo Adam Air 574, que caiu em 1 de janeiro de 2007, com 102 mortos, e o quarto acidente de aeronave mais mortal na Turquia naquela época.

## Aeronave
O avião envolvido no acidente era um Boeing 737-400 prefixo TC-JES, com dois motores a jato CFMI CFM56-3C1, foi construída pela Boeing com o número de série 26074/2376. Seu primeiro voo foi em 25 de setembro de 1992.

## Acidente
Às 15:30 EET (13:30 UTC), o Boeing 737-400 atingiu uma colina perto do distrito de Edremite da província de Vã em 1,700 metros em torno do Aeroporto de Vã Ferit Melen durante uma terceira aproximação para a pista 03 com mau tempo, apesar de um aviso do controle de tráfego aéreo para não tentar mais abordagens em uma tempestade de neve. A visibilidade era de 900 metros reduzindo para 300 metros em neve forte.

## Passageiros
A aeronave tinha uma tripulação de 7 e 69 passageiros, incluindo dois bebês. Dois membros da tripulação e 17 passageiros sobreviveram ao acidente com ferimentos graves.